# NGC 1939
NGC 1939 је расејано звездано јато у сазвежђу Трпеза које се налази на NGC листи објеката дубоког неба.
Деклинација објекта је - 69° 56' 59" а ректасцензија 5h 21m 26,7s. Привидна величина (магнитуда) објекта NGC 1939 износи 12,9.